# Amfenicoli
Gli amfenicoli sono una classe di antibiotici inibitori della sintesi proteica. Raramente usati nel presente per le gravi reazioni collaterali nel passato furono una grande innovazione. Il primo amfenicolo ad essere scoperto fu il Cloramfenicolo negli anni 50 sostituito poi dal Tiamfenicolo poiché quest ultimo aveva effetti uguali ma danni ematologici assai minori. Sono utilizzati nei paesi in via di sviluppo poiché efficaci contro i batteri lì endemici e a prezzo ridotto rispetto agli altri farmaci.

## Meccanismo d'azione
Gli amfenicoli sono batteriostatici ad eccezione dell'Haemophilus influenzae, meningococco e streptococco sui quali ha un effetto battericida. L'attività è data dalla formazione di un legame irreversibile con la subunità ribosomiale 50S del complesso batterico 70S. Tale legame comporta l’inibizione dell’attività transpeptidasica, con impossibilità di trasferire il legame peptidico dal t-RNA al peptide in formazione. La sintesi proteica risulta quindi impossibile.

## Usi
Gli amfenicoli sono antibiotici a largo spettro essendo efficaci su un gran numero di patogeni come: gram positivi e gram negativi, ma anche su patogeni intracellulari come rickettsie eclamidie streptococchi, stafilococchi, N. meningitidis, N. gonorrhoeae, S. typhi, Haemophilus, B. pertussis, V. cholerae, Brucella melitensis, C. diphthaeriae.

## Resistenze
Gli amfenicoli agiscono sui batteri, inibendo la sintesi proteica. Essi si legano alla subunità 50s ribosomiale bloccando il meccanismo di traduzione. Gli amfenicoli si interpongono in uno spazio della subunità 50s tra il sito A e il sito P, bloccando l'enzima peptidil-transpeptidasi, che è adibito al trasporto della catena proteica dal sito P al sito A.
La resistenza agli amfenicoli è conferita dal gene cat, il quale permette la codifica di un enzima chiamato cloramfenicolo acetiltrasferasi (in sigla CAT) il quale inattiva gli amfenicoli legando con legame covalente uno o due gruppi acetili, derivati dall'acetil-S-CoenzimaA, al gruppo idrossilico degli amfenicoli. L'acetilazione impedisce che l'antibiotico si leghi al ribosoma.

## Esempi di amfenicoli
- Cloramfenicolo
- Tiamfenicolo
- Florfenicolo